# Erwin Thiesies
Erwin Thiesies (* 22. August 1908 in Charlottenburg; † 18. Februar 1993 in Hennigsdorf) war ein deutscher Rugby-Union-Nationalspieler und als Trainer 17 Mal DDR-Meister mit der BSG Stahl Hennigsdorf.

## Herkunft, Leben
Thiesies wurde in der Charlottenburger Wallstraße 6 (heute Zillestraße) geboren, am 25. Dezember 1908 in der Luisenkirche am Kirchplatz, heute Gierkeplatz, getauft und wuchs in diesem Alt Charlottenburger Arbeiter- und Handwerkermilieu auf. Von 1914 bis 1922 besuchte er nach einem Wohnortwechsel die Volksschule in Moabit und absolvierte von 1922 bis 1926 eine Schneiderlehre bei Schneidermeister Franz Brückmann in der Lützower Straße (heute Alt-Lietzow) Nr. 9.
Sein aus Ostpreußen stammender Vater Heinrich Emil Thiesies wurde 1908 Saaldiener, 1925 Portier, 1935 Hauswart und 1940 Fahrstuhlführer genannt, seine Mutter Frieda, geborene Krüger, stammt aus der Nähe von Penzlin in Mecklenburg.
Nach einer Gesellenzeit in Charlottenburg machte sich Thiesies 1934 in der Veteranenstraße 8 in Berlin N 54 (Mitte), Rosenthaler Vorstadt, als Schneider selbstständig und legte 1939 die Meisterprüfung ab.
Seit 1937 war er verheiratet, Anfang der 1970er Jahre geschieden; das Ehepaar hatte keine Kinder.
Nach eigenen Angaben leistete er von Mai 1940 bis zum Kriegsende Militärdienst als Stabsgefreiter bei der Schweren Artillerie-Ersatz-Batterie 59, hauptsächlich in der Sowjetunion, und ging am 1. Mai 1945 bei Schwerin in Mecklenburg für vier Wochen in amerikanische Kriegsgefangenschaft (Lager Schwerin).

## Spielerzeit
Sportarten wie Boxen, Turnen und später Rugby gehörten zu seiner Beschäftigung nach der Arbeit. Als er sich intensiver auf das Rugbyspiel konzentrierte, wurde er schnell Stammspieler bei Tennis Borussia Berlin und später beim Berliner SV 92.
Dort gelang es ihm auch 1934 zum Rugby-Nationalspieler aufzusteigen. Bis 1940 absolvierte er 14 Länderspiele gegen Gegner wie Frankreich, Italien, Rumänien und die Tschechoslowakei.

## Trainerzeit

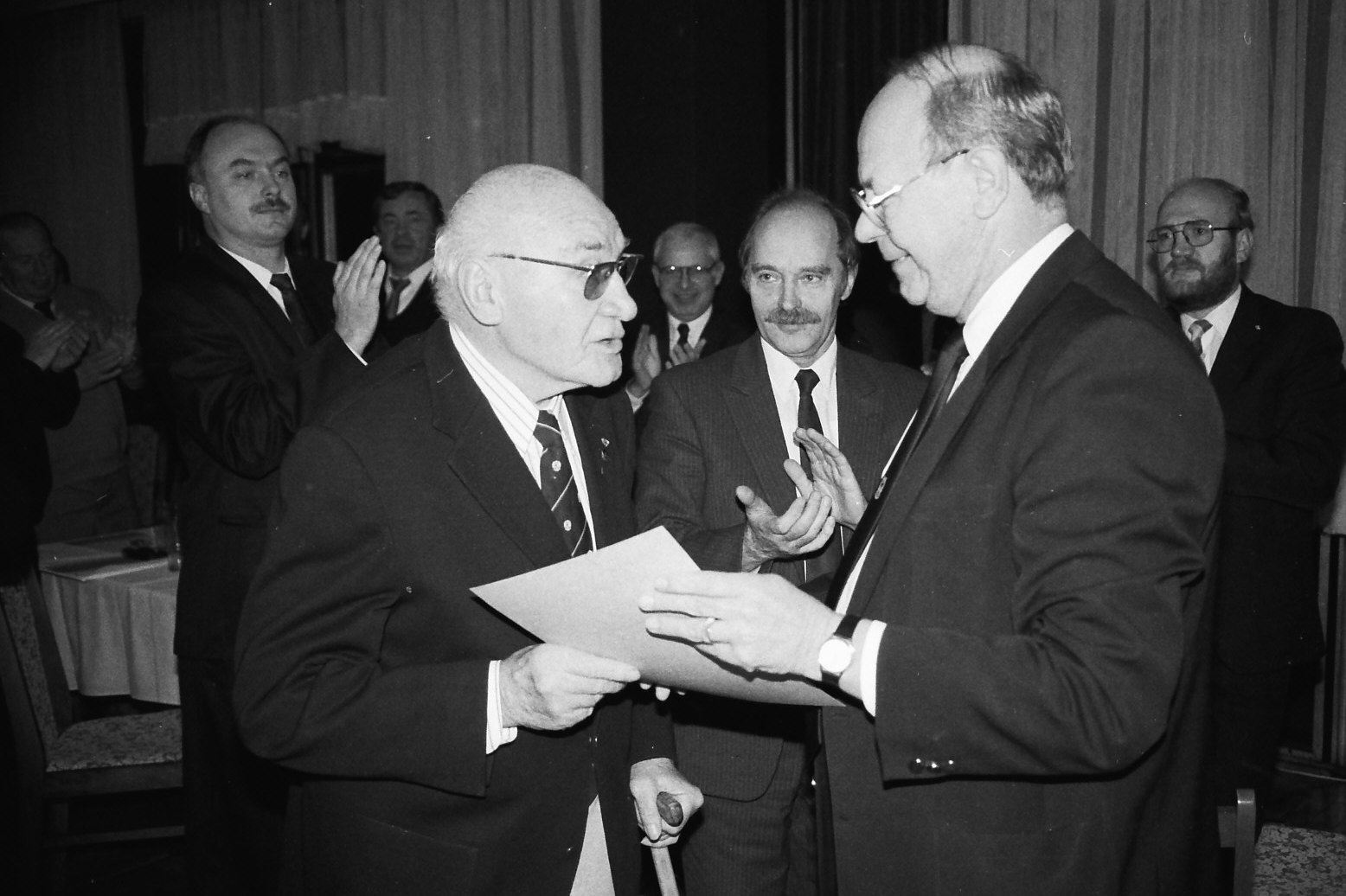
Erwin Thiesies (links) wird von DRV-Präsident Willi Eckert (rechts) im Jahr 1990 geehrt

Weil er nach dem Krieg in seine ausgebombte Wohnung in Berlin nicht mehr zurückkehren konnte, verschlug es ihn und seine Frau nach Hennigsdorf zu Schwester und Schwager. Dort begann er Kinder und Jugendliche um sich zu scharen, um, anfangs noch unorganisiert, Rugby zu trainieren. Unter dem Dach des Stahl- und Walzwerkes Hennigsdorf wurde 1948 die BSG Stahl Hennigsdorf gegründet. Erster Trainer der Rugbymannschaft wurde Erwin Thiesies, ab 1953 als Mitarbeiter des Stahl- und Walzwerkes als hauptamtlicher Rugbytrainer.
Thiesies war Mitglied der DSF und des FDGB.
Er blieb bis 1977 Trainer und errang in dieser Zeit 17 DDR-Meistertitel im Rugby Union und etliche Pokalsiege. Von 1951 bis 1972 war er auch Nationaltrainer der Rugby-Nationalmannschaft der DDR.
Danach ging er in den Ruhestand. Durch den Deutschen Rugby Verband wurde er mit der Ehrennadel in Gold und durch die FIRA mit der Ehrennadel in Bronze ausgezeichnet. Er verstarb 1993 in Hennigsdorf. Der SV Stahl Hennigsdorf 1948 richtet seitdem ein alljährliches Rugbyhallentunier für Nachwuchsmannschaften, das Erwin Thiesies Gedenktunier aus.

## Inoffizieller Mitarbeiter der Staatssicherheit
Bereits im Mai 1963 und im Frühjahr 1964 verfassten die Kreisdienststelle der Staatssicherheit in Oranienburg und die Objektdienststelle im Stahlwerk Hennigsdorf Berichte über Thiesies. Unmittelbar nachdem sich bei einem Vier-Nationen-Turnier am 14., 15. und 16. August 1964 in Malmö – mit Dänemark, Polen und Gastgeber Schweden – drei Auswahlspieler von der DDR-Nationalmannschaft absetzten, nahm die Staatssicherheit Kontakt zu Thiesies mit der Absicht auf, die Geflüchteten zurückzuholen und solche Vorfälle zukünftig zu verhindern. Ein Werbungsgespräch fand dann im Dezember 1965 in seiner Wohnung statt. Als Vereins- und Nationaltrainer war Thiesies „Schlüsselperson“ und wurde unter dem Decknamen „Paul“ instruiert, „Westkontakte“ zu melden und über „charakterliche Eigenschaften“ der Spieler zu berichten. „Unzuverlässige Spieler“ konnten so beeinflusst und bei Auslandsreisen nicht nominiert oder gesperrt werden.
Mit dem Eintritt ins Rentenalter durfte Thiesies ab 1973 in die BRD reisen. Sein Verhalten bei der Wiedereinreise in die DDR, ein Artikel in einer westdeutschen Zeitschrift über seinen Aufenthalt in Hannover und ausbleibende Berichte führten zu „Aussprachen“ mit dem DTSB und dem Rugbyverband, in denen Thiesies seine Zusammenarbeit mit dem MfS offenlegte und sich selbst dekonspirierte. Daraufhin entpflichtete das MfS ihn von der „Spitzeltätigkeit“.